# Radioelektronik
Radioelektronik – miesięcznik dla elektroników wydawany w latach 1991–2009  w wersji papierowej (w ostatnim okresie wydawcą był  Radioelektronik spółka z o.o.), a w 2010 r. przez Stowarzyszenie Elektryków Polskich w wersji elektronicznej (internetowej). Przeznaczony zarówno dla  profesjonalistów  jak i hobbystów. Kontynuował tradycje pism – przedwojennego „Radio-Amatora” (1924–27), powojennych „Radioamator” (1950–61), „Radioamator i Krótkofalowiec Polski” (1961–78) i „RE Radioelektronik” (1979–91).  Opisywał zastosowanie elektroniki powszechnego użytku. Tematy poruszane na łamach czasopisma to  oprócz elektroniki i radiotechniki także telekomunikacja, miernictwo, praktyczne zastosowanie techniki komputerowej.